# Fritz Dressel
Fritz Dressel (* 1. Juni 1896 in Welsberg, Oberfranken; † 7. Mai 1933 im KZ Dachau) war ein bayerischer Politiker der KPD.

## Leben
Dressel absolvierte nach der Volksschule eine Ausbildung zum Zimmermann. Von 1914 bis 1918 musste er Kriegsdienst als Soldat im Ersten Weltkrieg leisten, dabei wurde er an der West- und Ostfront eingesetzt. Nach einer schweren Verwundung und einem längeren Lazarettaufenthalt verdingte er sich als Rüstungsarbeiter in München.
1919 wurde er Mitglied der KPD und wurde deren Bezirksleiter für Südbayern. In dieser Funktion war er immer wieder politisch motivierter Verfolgung ausgesetzt. So wurde er im März 1921 zu einer zweijährigen Gefängnisstrafe verurteilt, weil er auf einer Versammlung in München eine Solidaritätsresolution für den inhaftierten Max Hoelz eingebracht hatte. Von dieser Strafe musste er 15 Monate absitzen. Nach seiner Haftentlassung wurde er 1925 wieder Sekretär des KPD-Bezirks Südbayern und zeitweise auch deren Organisationsleiter. 1927 besuchte er einen Lehrgang der KPD-Reichsparteischule in Hohnstein in der Sächsischen Schweiz. Von 1928 bis 1933 war er Vorsitzender der KPD-Fraktion im Bayerischen Landtag.
Im März 1929 organisierte er eine Protestdemonstration der Münchner Arbeitslosenbewegung und wurde deswegen erneut von der bayerischen Justiz angeklagt. Nach Aufhebung seiner Immunität als Abgeordneter wurde er zu einer mehrmonatigen Haftstrafe verurteilt.
Am 3. Mai 1933 wurde Dressel erneut von der bayerischen Polizei verhaftet und in das KZ Dachau verschleppt. Dort wurde er zur Isolation von den übrigen Häftlingen in den sogenannten Arrestbau gebracht. Nach mehreren Tagen systematischer körperlicher und psychischer Misshandlung durch die SS-Wachmannschaften unternahm Dressel einen Suizidversuch, indem er sich mit seinem Brotmesser die Pulsadern auftrennte. Er starb schließlich an den Folgen seiner Verletzungen bzw. an den ihm nach seiner Einweisung ins Krankenrevier weiterhin beigebrachten Misshandlungen. Dressels Mithäftling Hans Beimler, der unmittelbar nach Dressels Suizidversuch zu dem Schwerverletzten gebracht worden war, um ihn seinerseits zum Selbstmord zu ermutigen, indem man ihm zeigte „wie man das macht“, berichtete später hierüber:
Der linke Arm lag ausgestreckt auf dem Boden, quer über den Vorderarm drei Schnitte. Das Brotmesser daneben. Es war alles aufgeklärt. Der Genosse wurde durch die unerhörten Quälerei in den Tod getrieben wie das an mir und auch an anderen geschah, dazu getrieben Hand ans ich zu legen. Er wurde dabei unvorsichtigerweise von einem Sturmführer gefunden als er noch nicht verblutet war. Ein Gefangener, Dr. Katz, hätte den Genossen am Leben erhalten können. Doch der Wille des Kommandanten war, dass Dressel wieder vom Revier in die Zelle geworfen und dem Doktor untersagt wurde den verwundeten Freund weiter zu behandeln. Man holt um eine Behandlung vorzutäuschen zwei SA-Sanitäter. Am Abend des 7. Mai riss die Mörderbande den Verband von der Wunde und der Genosse verblutete dann endgültig. Als Abschluss machten sie den Musikabend und besoffen sich zur eigenen Betäubung.